# Copa Cataluña
A Copa da Catalunha ou Campeonato da Catalunha de futebol (em catalão: Copa Catalunya) é uma competição futebolística oficial, organizada pela Federação Catalã de Futebol, que acontece anualmente na Catalunha com a participação das equipes catalãs. A competição foi criada no ano 1900, sendo a mais antiga competição futebolística da Espanha e uma das primeiras disputadas na Europa.

## História
Ao longo dos anos o torneio mudou diversas vezes de nome (Copa Macaya, Copa Barcelona, Campeonato da Catalunha de Futebol, Liga Catalã, Copa Generalitat e Copa da Catalunha), bem como de sistema de disputa.
A primeira denominação foi Campeonato da Catalunha entre 1903 e 1940, período em que o gozou de grande prestígio, uma vez que ainda não existia a Liga Espanhola de Futebol. A equipe vencedora, juntamente com os outros campeões regionais, participava da Copa da Espanha, que até a criação da liga em 1929 era o torneio mais importante do futebol espanhol.
O Campeonato da Catalunha deixou de ser realizado em 1940 devido à proibição do regime franquista, que considerava inapropriado que a região contasse com uma competição própria. Os clubes catalães foram, então, obrigados a competir apenas nos torneio organizados pela Real Federação Espanhola de Futebol: a Liga Espanhola e a Copa do Generalíssimo.
Depois de restaurada a democracia na Espanha, o campeonato voltou em 1984 com o nome de Copa Generalitat ainda que, durante as cinco primeiras edições, não teve o reconhecimento da Federação Espanhola. Era disputada em agosto, como uma prévia para o início da temporada, e só participavam equipes não profissionais da Terceira Divisão.
A temporada 1989/90 foi reconhecida como competição oficial depois de a Federação Catalã de Futebol assumir sua organização. No entanto, as equipes profissionais não participaram desta edição. A partir de 1991 entraram na disputa as equipes da Primeira e Segunda Divisões como o FC Barcelona e o RCD Espanyol, que, desde então, têm sido os grandes dominadores do torneio. Em 1993, a competição foi rebatizada como o nome de Copa da Catalunha, mantido até hoje.
Nos últimos anos, o certame adquiriu certo prestígio graças à cobertura da imprensa catalã e às participações seguidas de Barcelona e Espanyol com seus plantéis principais. Entretanto, este prestígio não se compara ao esplendor que o campeonato viveu antes de 1940.

## Sistema de disputa
Atualmente competem na Copa da Catalunha todos os clubes catalães da Primeira divisão, Segunda divisão, Segunda divisão B, Terceira divisão e os campeões da Primeira Catalã, Preferente Territorial e Primeira Territorial. Não participam as equipes filiais.
O campeonato é disputado através de um sistema de eliminatórias simples em partida única no campo da equipe de menor categoria. Os dois grandes, Barcelona e Espanyol, só entram nas semi-finais. A final também é disputada em um único jogo em campo neutro.

## Histórico

### Copa Macaya
| Temporada | Campeão      | J | V | E | D | GF | GC | Pontos |
| --------- | ------------ | - | - | - | - | -- | -- | ------ |
| 1900-1901 | Hispania CF  | 6 | 5 | 1 | 0 | 37 | 2  | 11     |
| 1901-1902 | FC Barcelona | 8 | 8 | 0 | 0 | 60 | 2  | 16     |
| 1902-1903 | RCD Espanyol | 4 | 3 | 0 | 1 | 9  | 2  | 6      |

### Copa Barcelona
Competição criada em 1902 depois de uma polêmica surgida durante a segunda edição da Copa Macaya. Foi disputada paralelamente com a Copa Macaya com a participação das mesmas equipes.
| Temporada | Campeão      | J  | V  | E | D | GF | GC | Pontos |
| --------- | ------------ | -- | -- | - | - | -- | -- | ------ |
| 1902-1903 | FC Barcelona | 14 | 12 | 2 | 0 | 38 | 10 | 26     |

### Campeonato da Catalunha
Como resultado da unificação das duas competições acima, nasceu em 1903 o "Campeonato da Catalunha". Disputado até 1940, é o nome mais longevo que o torneio já possuiu.
| Temporada     | Campeão           | J  | V  | E | D | GF | GC | Pontos |
| ------------- | ----------------- | -- | -- | - | - | -- | -- | ------ |
| 1903-1904     | RCD Espanyol      | 16 | 15 | 1 | 0 | 82 | 15 | 31     |
| 1904-1905     | FC Barcelona      | 8  | 5  | 2 | 1 | 21 | 12 | 12     |
| 1905-1906     | X Sporting        | 6  | 5  | 0 | 1 | 7  | 4  | 10     |
| 1906-1907     | X Sporting        | 4  | 3  | 0 | 1 | 10 | 4  | 6      |
| 1907-1908     | X Sporting        | 6  | 5  | 0 | 1 | 14 | 6  | 10     |
| 1908-1909     | FC Barcelona      | 7  | 4  | 3 | 0 | 16 | 7  | 11     |
| 1909-1910     | FC Barcelona      | 10 | 10 | 0 | 0 | 46 | 3  | 20     |
| 1910-1911     | FC Barcelona      | 7  | 7  | 0 | 0 | 25 | 7  | 14     |
| 1911-1912     | RCD Espanyol      | 10 | 8  | 1 | 1 | 35 | 5  | 17     |
| 1912-1913 (1) | FC Espanya        | 10 | 9  | 1 | 0 | 19 | 5  | 19     |
| 1912-1913 (2) | FC Barcelona      | 4  | 3  | 0 | 1 | 24 | 9  | 6      |
| 1913-1914     | FC Espanya        | 8  | 8  | 0 | 0 | 12 | 2  | 16     |
| 1914-1915     | RCD Espanyol      | 9  | 8  | 0 | 1 | 38 | 5  | 16     |
| 1915-1916     | FC Barcelona      | 8  | 8  | 0 | 0 | 46 | 6  | 16     |
| 1916-1917     | FC Espanya        | 11 | 8  | 1 | 2 | 26 | 9  | 17     |
| 1917-1918     | RCD Espanyol      | 10 | 7  | 2 | 1 | 34 | 8  | 16     |
| 1918-1919     | FC Barcelona      | 10 | 8  | 1 | 1 | 31 | 6  | 17     |
| 1919-1920     | FC Barcelona      | 10 | 9  | 1 | 0 | 28 | 7  | 19     |
| 1920-1921     | FC Barcelona      | 10 | 6  | 3 | 1 | 17 | 10 | 15     |
| 1921-1922     | FC Barcelona      | 10 | 9  | 1 | 0 | 63 | 8  | 19     |
| 1922-1923     | CE Europa         | 10 | 8  | 1 | 1 | 31 | 11 | 17     |
| 1923-1924     | FC Barcelona      | 10 | 10 | 0 | 0 | 28 | 7  | 20     |
| 1924-1925     | FC Barcelona      | 14 | 9  | 2 | 3 | 25 | 9  | 20     |
| 1925-1926     | FC Barcelona      | 14 | 9  | 2 | 3 | 35 | 15 | 20     |
| 1926-1927     | FC Barcelona      | 14 | 11 | 1 | 2 | 64 | 20 | 23     |
| 1927-1928     | FC Barcelona      | 14 | 12 | 0 | 2 | 56 | 11 | 24     |
| 1928-1929     | RCD Espanyol      | 10 | 9  | 1 | 0 | 32 | 4  | 19     |
| 1929-1930     | FC Barcelona      | 10 | 8  | 0 | 2 | 33 | 6  | 16     |
| 1930-1931     | FC Barcelona      | 10 | 8  | 1 | 1 | 34 | 10 | 17     |
| 1931-1932     | FC Barcelona      | 14 | 11 | 1 | 2 | 43 | 12 | 23     |
| 1932-1933     | RCD Espanyol      | 14 | 12 | 1 | 1 | 42 | 14 | 25     |
| 1933-1934     | CE Sabadell       | 14 | 11 | 1 | 2 | 34 | 19 | 23     |
| 1934-1935     | FC Barcelona      | 10 | 8  | 1 | 1 | 36 | 10 | 17     |
| 1935-1936     | FC Barcelona      | 10 | 9  | 1 | 0 | 41 | 9  | 19     |
| 1936-1937     | RCD Espanyol      | 10 | 7  | 0 | 3 | 29 | 23 | 14     |
| 1937-1938     | FC Barcelona      | 14 | 10 | 1 | 3 | 42 | 13 | 21     |
| 1938-1939     | Não houve disputa | -  | -  | - | - | -  | -  | -      |
| 1939-1940     | RCD Espanyol      | 10 | 9  | 1 | 0 | 35 | 11 | 19     |

### Copa Generalitat (edições não oficiais)
| Temporada | Campeão              | Vice-campeão     | Resultado final |
| --------- | -------------------- | ---------------- | --------------- |
| 1984      | FC Barcelona Amateur | CE Manresa       | 3-3 p.          |
| 1985      | CE Manresa           | Terrassa FC      | 0-0 p.          |
| 1986      | CE Manresa           | Terrassa FC      | 5-2             |
| 1987      | CF Lloret            | CP San Cristóbal | 3-0             |
| 1988      | CF Lloret            | UE Sant Andreu   | 1-1 p.          |

### Copa Generalitat (edições oficiais)
| Temporada | Data               | Local                  | Campeão      | Vice-campeão | Resultado final |
| --------- | ------------------ | ---------------------- | ------------ | ------------ | --------------- |
| 1989-1990 | 2 de junho de 1990 | Municipal, Palamós     | CD Blanes    | UDA Gramanet | 2-0             |
| 1990-1991 | 4 de junho de 1991 | Camp d’Esports, Lérida | FC Barcelona | CE Sabadell  | 6-3             |
| 1991-1992 | 9 de junho de 1992 | Camp d’Esports, Lérida | Palamós CF   | UE Lleida    | 3-1             |
| 1992-1993 | 20 de maio de 1993 | Nou Estadi, Tarragona  | FC Barcelona | RCD Espanyol | 4-3             |

### Copa da Catalunha
| Temporada | Data                   | Local                                      | Campeão                 | Vice-campeão            | Resultado final                     |
| --------- | ---------------------- | ------------------------------------------ | ----------------------- | ----------------------- | ----------------------------------- |
| 1993-1994 | 7 de junho de 1994     | Municipal Xevi Ramon, Vilassar de Mar      | FC Andorra              | RCD Espanyol            | 0-0                                 |
| 1994-1995 | 20 de junho de 1995    | Estadi Olímpic, Tarrasa                    | RCD Espanyol            | Palamós CF              | 3-1                                 |
| 1995-1996 | 13 de março de 1996    | Estádio Olímpico Lluís Companys, Barcelona | RCD Espanyol            | FC Barcelona            | 5-1                                 |
| 1996-1997 | 10 de junho de 1997    | Municipal, Hospitalet de Llobregat         | CE Europa               | FC Barcelona            | 3-1                                 |
| 1997-1998 | 5 de maio de 1998      | Mini Estadi, Barcelona                     | CE Europa               | FC Barcelona            | 1-1 (pen. 4-3)                      |
| 1998-1999 | 11 de maio de 1999     | Camp d’Esports, Lérida                     | RCD Espanyol            | UE Lleida               | 2-1                                 |
| 1999-2000 | 16 de maio de 2000     | Estadi Olímpic, Tarrasa                    | FC Barcelona            | CE Mataró               | 3-0                                 |
| 2000-2001 | 13 de junho de 2001    | Camp d’Esports, Lérida                     | CF Balaguer             | FC Barcelona            | 2-2 (pen. 4-3)                      |
| 2001-2002 | 7 de maio de 2002      | Estadi Olímpic, Tarrasa                    | Terrassa FC             | FC Barcelona            | 1-1 (pen. 4-1)                      |
| 2002-2003 | 18 de junho de 2003    | es:Nova Creu Alta, Sabadell                | Terrassa FC             | CF Gavà                 | 3-0                                 |
| 2003-2004 | 26 de agosto de 2003   | Montilivi, Gerona                          | FC Barcelona            | RCD Espanyol            | 1-0                                 |
| 2004-2005 | 22 de agosto de 2004   | Nou Estadi, Tarragona                      | FC Barcelona            | RCD Espanyol            | 2-0                                 |
| 2005-2006 | 5 de setembro de 2006  | Montilivi, Gerona                          | RCD Espanyol            | FC Barcelona            | 1-0                                 |
| 2006-2007 | 5 de junho de 2007     | es:Nova Creu Alta, Sabadell                | FC Barcelona            | RCD Espanyol            | 1-1 (pen. 5-4)                      |
| 2007-2008 | 11 de setembro de 2007 | Municipal, Palamós                         | Gimnàstic de Tarragona  | FC Barcelona            | 2-1                                 |
| 2008-2009 | 8 de outubro de 2008   | La Devesa, San Carlos de la Rápita         | UE Sant Andreu          | FC Barcelona            | 2-1                                 |
| 2009-2010 | 1 de dezembro de 2010  | es:Nova Creu Alta, Sabadell                | RCD Espanyol (6 points) | FC Barcelona (3 points) | ESP 1–0 L'H FCB 1–2 ESP L'H 0–2 FCB |
| 2010-2011 | 8/9 de outubro de 2011 | Nou Estadi, Tarragona                      | RCD Espanyol            | FC Barcelona            | 3–0                                 |
| 2011-2012 | 12 de setembro de 2012 | Camp Municipal, Manlleu                    | Gimnàstic de Tarragona  | AEC Manlleu             | 1–0                                 |
| 2012-2013 | 29 de maio de 2013     | Camp d'Esports, Lleida                     | FC Barcelona            | RCD Espanyol            | 1-1 (pen. 4-2)                      |
| 2013-2014 | 21 de maio de 2014     | Estadi Montilivi, Girona                   | FC Barcelona            | RCD Espanyol            | 0-0 (pen. 3-2)                      |
| 2014-2015 | 25 de março de 2015    | Nou Sardenya, Barcelona                    | CE Europa               | Girona Fútbol Club      | 2-1                                 |
| 2015-2016 | 30 de março de 2016    | Nova Creu Alta, Sabadell                   | CE Sabadell             | Barcelona B             | 2-0                                 |

## Palmarés
- 31 títulos: FC Barcelona.
- 13 títulos: RCD Espanyol.
- 3 títulos: X Sporting, FC Espanya, CE Europa.
- 2 títulos: CE Manresa, CF Lloret, Terrassa FC, CE Sabadell
- 1 título: Hispania CF, CD Blanes, Palamós CF, FC Andorra, CF Balaguer, Gimnàstic de Tarragona, UE Sant Andreu